# نصر أباد (إقليد)
نصر أباد (بالفارسية: نصرآباد) هي قرية تقع في Ahmadabad Rural District في إيران. يقدر عدد سكانها بـ 117 نسمة بحسب إحصاء 2016.